# 2025년 6월 이스라엘의 이란 공습
2025년 6월 13일, 이스라엘은 이란 전역의 10여 개 지점에 있는 표적을 공격했다. 일어서는 사자 작전이라는 작전명 아래 이스라엘 방위군(IDF)과 모사드는 주요 핵 시설과 군사 시설에 피해를 입히고 여러 이란 고위 군 지휘관을 살해했다. 이란의 핵무기 개발을 막는 것을 목표로 한 이 공격은 이란-이라크 전쟁 이후 이란 내에서 가장 큰 규모의 공격이었다.
6월 13일 이른 아침, 테헤란 전역에서 폭발이 보고되었다. 이란은 이번 공격으로 이슬람 혁명 수비대 (IRGC) 사령관 호세인 살라미, 이란군 참모총장 모하마드 바게리, 핵 과학자 페레이둔 압바시와 모하마드 메흐디 테흐란치가 사망했다고 보고했다. 이스라엘의 공격으로 이란 민간인도 사망했다. 이 날과 다음 날, 나탄즈 핵 시설은 파괴되었고 이스파한의 우라늄 변환 시설은 피해를 입었다. 포르도 농축 시설도 표적이 되었으나 지하 시설에는 명백한 피해가 없었다. 이스라엘은 또한 타브리즈 근처의 미사일 복합 단지, 케르만샤의 미사일 기지, 테헤란 근처 및 피란샤르의 IRGC 시설을 공격했다. 이 공격은 공공 기반 시설뿐만 아니라 군사 및 주요 기반 시설을 파괴하고 손상시켰다.
6월 13일 저녁, 이란은 보복 공격으로 이스라엘에 탄도 미사일과 드론을 발사했다.
이번 공격은 국제적으로 광범위한 비난과 칭찬을 받았으며, 특히 미국은 이스라엘의 이란 공격에 대한 시위와 함께 이스라엘을 칭찬했다. 여러 국가들은 양국 간의 긴장을 완화할 것을 촉구했다.

## 배경
1948년 이스라엘 건국부터 1979년 이슬람 혁명까지 이란 제국은 이스라엘과 경제, 군사, 외교 등 다양한 분야에서 긴밀한 관계를 유지했다. 이 관계는 혁명 이후 급격히 단절되었고, 부분적으로 친서방적이었던 절대군주제는 루홀라 호메이니 아야톨라 휘하의 이슬람 공화국으로 대체되었으며, 그는 팔레스타인 영토의 이스라엘 점령을 비판했다. 그 이후로 이슬람 공화국 지도자들은 이스라엘을 파괴하겠다고 반복적으로 맹세했다. 이란 정부는 이스라엘을 중동 지역의 외래 제국주의 존재로 규정해 왔다. 수년간 이란 정부의 공식 발언에는 홀로코스트 부정, 이스라엘 파괴 주장, 그리고 “이스라엘을 지도에서 지우겠다”는 발언들이 포함되어 왔다.
수십 년 동안 이란은 저항의 축을 구축하는 데 막대한 투자를 했다. 이 저항의 축은 헤즈볼라, 하마스, 후티, 이라크 단체들을 포함한 동맹 민병대 네트워크였다. 이 모든 단체들은 이스라엘과 반복적으로 무력 충돌을 벌였다. 이스라엘 당국자들은 핵무장을 한 이란이 존재론적 위협이 될 것이라 주장하며, 역대 정부들은 이란의 핵 프로그램이 무기화 단계에 가까워질 경우 군사 행동에 나설 권리를 보유한다고 밝혀 왔다. 2000년대 중반, 미국과 이스라엘은 ‘올림픽 게임 작전’의 일환으로 이란의 핵 시설을 방해하려는 조치를 취했다. 지난 몇 년 동안 차량 폭탄 테러와 총격을 통한 이란 과학자 암살 사건이 발생했는데, 이는 이란 영토에 대한 모사드 공격에 기인한다.

### 이란의 핵 프로그램
이란의 핵 프로그램은 1950년대 팔라비 군주제 시대에 미국과 다른 서방 국가들의 지원을 받아 시작되었다. 이란은 오랫동안 자국의 핵 프로그램이 평화적인 에너지 목적이라고 주장해 왔다. 이 프로젝트는 1980년대 이란-이라크 전쟁까지 중단되었으나, 이때부터 이란이 비밀리에 핵무기 개발 프로그램인 AMAD 프로젝트를 재개하려 했다는 정보가 있으나, 이란은 이를 부인하고 있다. 어쨌든 미국 정보당국의 평가에 따르면, 이 프로그램은 2003년에 중단되었다. 이란은 현재 우라늄을 60% 순도로 농축하고 있으며(무기급에 근접), 더욱 진보된 원심분리기를 설치하여 핵 개발 속도를 높이고 있다. 분석가들은 이러한 활동이 어떤 타당한 민간 목적도 훨씬 초과한다고 경고한다. 국제 원자력 기구(IAEA)에 따르면, 이란은 "이러한 물질을 생산하는 유일한 비핵무기 국가"이다.
2015년, 이란은 버락 오바마 대통령이 협상한 포괄적 공동행동계획(JCPOA)에 유엔 안전 보장 이사회 및 독일과 함께 서명하여 이란의 핵 개발을 제한된 수준에서 관리하기로 했다. 이 협정에 따라 이란은 핵 프로그램을 축소하고 농축 우라늄 대부분을 러시아로 선적하는 대가로 일부 제재 완화를 받기로 합의했다. 2015년 12월, 이란은 농축 우라늄 20%를 모두 제거하여 러시아로 선적했다고 보고되었다. 이후 이란은 농축 수준을 3.67%로 제한했다. 이란 핵 시설은 IAEA의 감시를 받았다. 이란은 JCPOA의 요건을 계속 준수했다고 보고되었으며, 2016년 IAEA는 이란이 지금까지 모든 협정 의무를 준수했음을 인증했다. 2018년, 미국 대통령 도널드 트럼프는 JCPOA에서 일방적으로 탈퇴하고 제재를 재개했다. 그는 이 협정이 이란의 미사일 프로그램과 지역 대리 활동을 무시했고, 해제 조항이 미래 핵무기 개발을 허용할 수 있다고 주장했다. 미국의 JCPOA 탈퇴에 대응하여 프랑스 외무장관, 앙겔라 메르켈 독일 총리, 국제 원자력 기구(IAEA)는 모두 이란이 협정상의 약속을 이행하고 있다고 밝혔다. 프랑스 외무장관은 "이 지역은 미국 철수로 인한 추가적인 불안정화보다 더 나은 대우를 받을 자격이 있다"고 비판하며 철수를 비판했다.
이란은 미국이 약속을 어겼다고 비난하며 JCPOA 탈퇴에 대한 보복으로 농축 수준을 3.67% 이상으로 점진적으로 늘렸다. 이란에 따르면 이러한 증가는 미국과 이스라엘의 "도발"에 대한 대응이었다. 예를 들어, 2020년 미국이 드론 공격으로 가셈 솔레이마니 소장을 암살한 후, 이란은 더 이상 JCPOA 하의 농축 제한을 준수하지 않겠다고 발표했다. 모센 파크리자데 암살 후 이란은 20%까지 농축을 허용하는 법을 통과시켰다. 2021년, 이란이 이스라엘의 소행이라고 비난한 2021년 나탄즈 사건 이후 이란은 우라늄을 60% 농도로 농축하기 시작했다. 분석가들은 60% 농축이 어떤 타당한 민간 목적도 훨씬 초과한다고 경고한다. 미국의 싱크탱크 과학국제안보연구소는 이란이 1주일 안에 핵폭탄 하나를 만들기에 충분한 무기급 우라늄을 생산하고 1개월 안에 7개를 만들기에 충분한 양을 축적할 수 있다고 추정했다. 2025년 6월, IAEA는 20년 만에 처음으로 이란이 핵 의무를 불이행했다고 판단했으며, 이 결의안에 19개 회원국이 찬성하고 3개국(러시아, 중국, 부르키나파소)이 반대했으며 11개국이 기권하고 2개국이 불참했다. 이란은 새로운 농축 시설을 가동하고 첨단 원심분리기를 설치함으로써 대응했다. 이란에 따르면 새로운 농축 시설은 숨겨져 있지 않으며 안전 지대에 건설될 것이며, 포르도 시설의 1세대(IR-1) 원심분리기는 파손에 덜 취약한 첨단 6세대(IR-6) 기계로 대체될 것이다.
2025년 6월 12일, ABC 뉴스 (미국)은 이스라엘이 이란에 대한 군사 행동을 고려하고 있다고 보도했다. 몇 시간 후, CBS 뉴스에 따르면 미국 당국자들은 이스라엘이 이란에 대한 작전 개시를 "완전히 준비"하고 있다는 통보를 받았다고 한다. 트럼프 행정부는 작전을 주도하지 않으면서도 이스라엘을 지원하는 여러 방안을 검토한 것으로 전해졌다. 주예루살렘 미국 대사관은 다음 날 직원들의 이동을 제한했으나, 마이크 허커비 주이스라엘 미국 대사는 이스라엘이 트럼프 행정부의 승인 없이 이란을 공격할 가능성은 "크지 않다"고 밝혔다. 이스라엘은 공습에 앞서 트럼프 행정부에 사전 통보하겠다고 밝혔으며, 도널드 트럼프 미국 대통령은 공습 전날 베냐민 네타냐후 이스라엘 총리와 통화했고, 이후 이스라엘의 계획을 사전에 알고 있었다고 인정했다. 영국의 외무·영연방부와 영국 국방부 관계자들도 이스라엘의 공격 의도를 사전에 알고 있었던 것으로 보이나, 이스라엘이 공식적으로 통보했는지는 확인되지 않았다.

## 이란의 준비
뉴욕 타임스에 따르면, 이란 지도부는 미국과의 핵 협상이 교착 상태에 빠질 경우 충돌 가능성을 예상하고 있었음에도 불구하고, 실제 공격 시점을 근본적으로 오판한 것으로 나타났다. 지도부에 가까운 관계자들은 이란이 오만에서 예정된 차기 회담 이전에 이스라엘이 공격할 것이라고는 예상하지 못했다고 신문에 전했다. 이에 따라 조기 경보 신호는 외교적 우위를 확보하기 위한 심리전으로 간주되어 무시되었으며, 이 오판으로 인해 사전에 논의되었던 방어 태세가 실행되지 못했다. 특히 이슬람 혁명 수비대 (IRGC)의 고위 지휘관들을 포함한 상급 군 인원들이 분산 이동하거나 대피하라는 지시를 무시했고, 이로 인해 테헤란을 포함한 군사 시설에 대한 정밀 공습에서 핵심 인물들이 사망했다. 월스트리트 저널 편집위원회는 이란이 도널드 트럼프 미국 대통령과 베냐민 네타냐후 이스라엘 총리를 과소평가했다고 지적했다. 편집진은 이란 정권이 미국을 계속 속일 수 있고, 지연 전략을 계속 사용하면서도 “아무 대가도 치르지 않을 것”이라 믿었다고 분석했다.
이란의 대비 부족은 방공 및 정보 체계의 전반적인 허점에서도 드러났다. 이스라엘 방위군은 전국 15개 이상의 지점을 겨냥한 복합적이고 다영역적인 작전을 수행해 주요 레이더 시스템, 미사일 기지, 그리고 나탄즈 핵 시설의 지상 구조물에 피해를 입혔다. 이번 공격은 유인 항공기뿐만 아니라 이란 영토에 침투한 비밀 요원들에 의해 수행되었으며, 이들은 밀반입된 드론과 탄약을 사용해 내부에서 공격을 유도했다. 뉴욕 타임즈는 이스라엘 작전의 범위와 성공이 이란 국가 안보 체계의 심각한 취약성을 드러냈다고 평가했다. 공격 직후 이란 당국 내에서는 당혹감과 혼란이 담긴 내부 통신이 오갔으며, 특히 공격 당시 작동하지 않은 방공망의 부재에 대해 심각한 우려가 표출되었다. 이란의 미사일 대응은 뉴욕 타임스에 의해 군사적 준비 부족의 신호로 해석되었다.
테헤란의 정부 관계자인 하미드 호세이니는 이스라엘의 공격이 "지도부를 완전히 놀라게 했다"고 말했다. 그는 이란의 효과적인 방공망 부족과 주요 시설에 대한 공격을 막지 못했음을 인정하며, 이스라엘의 침투 깊이에 충격을 표했다. 뉴욕 타임즈가 공개한 비공개 메시지에 따르면, 이란 관리들은 자국이 이스라엘의 공격을 막지 못한 것에 대해 분노와 불신을 표출하며 "우리 방공망은 어디에 있는가?"와 "이스라엘이 원하는 곳을 공격하는데 우리는 왜 막을 수 없는가?"라고 질문했다.

## 공격
이스라엘의 이란 핵 프로그램에 대한 공습은 200대 이상의 전투기에 의해 수행되었으며, 이 중에는 미국의 록히드 마틴 F-35 라이트닝 II 스텔스 공격기를 기반으로 한 이스라엘형 F-35I 아디르도 다수 포함되어 있었다. F-35I는 스텔스 특성을 손상시키거나 공중 급유 없이 이란 상공에서 작전을 수행할 수 있도록 저시인성 컨포멀 연료 탱크로 개조된 것으로 알려졌다. 이스라엘 전투기들은 이란 전역의 100개 이상의 표적을 타격했으며, 여기에는 나탄즈 핵 시설과 이란 핵 프로그램과 관련된 기타 기반 시설이 포함되었다. 운영 중인 원자로인 부셰르 원자력 발전소나 테헤란 연구용 원자로 등은 공격 대상에서 제외되었기 때문에 이번 공습으로 인한 핵 사고는 발생하지 않았다. 핵 농축 원심분리기가 손상될 경우 저수준 방사능이나 산업용 화학물질이 유출되어 현장 인력을 위협할 수는 있으나, 이러한 손상은 핵폭발을 유발할 수 없으며 넓은 지역에 걸친 대규모 오염을 발생시키지도 않는다. 반면, 국제 원자력 기구 라파엘 그로시 사무총장은 "핵 시설은 상황이나 환경에 관계없이 절대 공격해서는 안 된다. 이는 사람과 환경 모두에게 해를 끼칠 수 있기 때문"이라고 언급했다. 그는 "이러한 공격은 핵 안전, 안보 및 보장, 그리고 지역 및 국제 평화와 안보에 심각한 영향을 미친다"고 덧붙였다.

### 위치
| 공습 표적                                 | 피해 정보 |
| ----------------------------------------- | --- |
| 나탄즈 핵 시설                            | 향상된 원심분리기 1,700개가 있는 다층 농축 통로인 시험 연료 농축 공장이 파괴되었다. 시험 연료 농축 공장에는 60% 농축 우라늄을 생산하는 데 쓰이는 IR-4 및 IR-6 원심분리기가 있었다. 국제 원자력 기구(IAEA)는 시험 연료 농축 공장의 "지상" 부분만 파괴되었으며, "시험 연료 농축 공장과 주 연료 농축 공장이 든 지하 캐스케이드 통로에 대한 물리적 공격의 조짐은 없다"고 진술했다. 왕립합동군사연구소는 PFEP의 손상이 GBU-31(V)3 또는 GBU-28, 두 가지 종류의 벙커버스터 폭탄에 의해 발생했을 수 있다고 보고했다. |
| 나탄즈 핵 시설                            | 전기실과 기타 농축 보조·지원·유지 사회 기반 시설은 피해를 입거나 파괴되었다. |
| 나탄즈 핵 시설                            | 핵 연구 장비 및 자료·재료는 피해를 입거나 파괴되었다. |
| 나탄즈 핵 시설                            | 핵 시설 주변 방공 시스템에 "상당한 피해"가 발생했다. |
| 이스파한 핵 기술 연구 센터                | 이스파한 핵 기술 센터(ENTC)의 금속 우라늄 생산 시설은 피해를 입거나 파괴되었다. |
| 이스파한 핵 기술 연구 센터                | 농축 우라늄을 "핵연료 생산을 위해 재변환하는 데 사용되는" 우라늄 변환 시설이 피해를 입었다. |
| 이스파한 핵 기술 연구 센터                | 센터의 핵연료 판 제조 공장이 피해를 입었다. |
| 이스파한 핵 기술 연구 센터                | IAEA는 센터의 네 번째 "주요 건물"이 피해를 입었다고 발표했지만, 어떤 건물인지는 명시하지 않았다. |
| 아라크 핵 단지                            | 아라크 핵 단지 (IR-40)에 위치한 아라크 중수로 시설은 6월 12일 이스라엘 공습으로 피해를 입었다고 보고되었다. 6월 14일, BBC는 아라크 중수로 시설에 가시적인 피해는 없다고 보고했다. |
| 포르도 농축 시설                          | 포르도 농축 시설이 공격을 받았으며, 피해 규모는 알려지지 않았다. 이란 원자력 기구는 나중에 해당 시설에 제한적인 피해가 있었다고 밝혔다. BBC는 포르도 농축 시설에 "가시적인 피해가 없었다"고 보도했다. |
| 이란 국방부                               | 이란 국방부 본부에 피해가 발생했다. 이스라엘 공군은 이란 대통령에게 보고하는 국방부가 이란군 총사령관이 아닌 이란 핵 프로그램 진전에 책임이 있다고 밝혔다. |
| 국방혁신연구소                            | 미국 DARPA에 해당하는 이란의 국방혁신연구소 (SPND) 건물에 피해가 발생했다. |
| 이슬람 혁명 수비대 본부                   | 테헤란에 있는 이슬람 혁명 수비대 (IRGC) 본부에 피해가 발생했다. 이 공격으로 최소 1명이 사망했다. |
| 이란 공군 제2 전술 항공 기지              | 타브리즈 국제공항에 있는 수많은 건물이 파괴되었는데, 이 공항은 또한 이란 공군을 위한 제2 전술 항공 기지 역할도 한다. 이 항공 기지에는 미코얀 MiG-29와 노스롭 F-5를 운용하는 세 개의 이란 비행대가 주둔하고 있다. 이 항공 기지에는 또한 SA-6 게인풀 지대공 미사일 시스템이 있다. |
| 이란 공군 제2 전술 항공 기지              | 항공 기지 활주로에 구덩이가 생겨 "항공기가 이스라엘 작전에 방해할 수 없게" 되었다. |
| 하마단 공군기지                           | 31 전술 전투 비행대의 맥도널 더글러스 F-4 팬텀 항공기가 주둔하는 격납고가 피해를 입었다. |
| 하마단 공군기지                           | 항공 기지에 위치한 레이더가 파괴되었다. |
| 아만드 미사일 기지                        | 가드르-110 중거리 탄도 미사일을 보관하던 아만드 미사일 기지의 여러 건물이 "상당한 피해"를 입었다. |
| IRGC 육군 제29 나비 아크람 사단           | 케르만샤주에 있는 이슬람 혁명 수비대 육군 (NEZSA) 제29 나비 아크람 사단의 탄약고가 파괴되었다. |
| 하즈라트-에 마수메 방공 시설              | 하즈라트-에 마수메 방공 시설은 파괴되었고 이란 이슬람 공화국군의 한 대령도 그 공습 중에 사망했다. |
| 소바시 레이더 시설                        | 하마단주 하탐 올 안비아 서부 방공 구역에 있는 소바시 레이더 시설이 파괴되었는데, 이 시설은 "이란의 모든 방공 시스템을 위한 지휘 본부" 역할을 했다. |
| 피란샤르 군 기지                          | 피란샤르 군 기지에 상당한 피해가 발생했으며, 이곳에 있는 이슬람 혁명 수비대 (IRGC)가 운영하는 레이더가 공격받았다. |
| IRGC 항공우주군 케르만샤 지하 미사일 시설 | 케르만샤 지하 미사일 시설 (UGF)은 IRGC 항공우주군의 지하 기지로, 키암 1호 및 파테-110 탄도 미사일을 보관하고 있었으며, 파괴된 것으로 보고되었다. 공습으로 "시설의 진입 지점과 사일로 개구부가 붕괴"되었다. 6월 14일, 전쟁연구소 (미국) (ISW)는 "이스라엘이 지하 시설에 피해를 입혔는지는 명확하지 않으며", 이스라엘이 시설 위의 지면을 공격한 것만 확인할 수 있다고 보고했다. |
| 테헤란 탄도 미사일 방공 기지              | 모사드는 테헤란 근처에 위치한 이란 탄도 미사일 방공 기지를 드론을 이용해 파괴했다. |
| IRGC 타브리즈 미사일 발사 시설            | 동아제르바이잔주 타브리즈 근처에서 두 개의 IRGC 미사일 발사 시설이 파괴되었다. |
| 아바단 해군 기지                          | 아바단 시 근처의 이란 해군 기지가 피해를 입거나 파괴되었다. |
| IRGC 육군 제216 기갑 여단                 | 잔잔 시에 있는 NEZSA의 제216 기갑 여단을 위한 탄약고가 파괴되었다. |
| 사르다시트 (서아제르바이잔)의 IRGC 기지   | 특정되지 않은 IRGC 기지가 공격받았다. |
| 비드 가네흐 탄도 미사일 기지              | 비드 가네흐 탄도 미사일 기지에 피해가 발생했으며, 이곳은 "중거리 탄도 미사일을 보관했을 가능성이 높다"고 알려졌다. |
| 코메인 미사일 기지                        | 코메인 미사일 기지의 "미사일 및 기타 관련 장비의 효율적인 이동을 가능하게 하는" 드라이브 스루 시설이 파괴되었다. |
| IRGC 코즈 가디르 레이더                   | 서부 테헤란을 위해 IRGC가 운영하는 가디르 레이더가 피해를 입었다. |
| 이스파한 탄약 공장                        | 이스파한의 탄약 공장이 파괴되었는데, 이곳은 자폭형 무인 항공기와 탄도 미사일을 생산하는 데 사용되었다. |
| 아사다바드 공항                           | 부진 마을 근처 아사다바드 공항 활주로를 따라 있는 발사대에 장착된 여러 하즈 가셈 중거리 탄도 미사일이 공격받아 파괴되었다. |
| 사우스 파르스 가스전                      | 이스라엘은 사우스 파르스 가스전의 천연 가스 처리 시설을 공격하여 폭발과 화재를 유발했다. |
| 파지르 잠 가스 정유 공장                  | 이스라엘은 부셰르주의 파지르 잠 가스 정유 공장을 공격하여 화재를 유발했다. |
| 샤흐란 석유 저장소                        | 이스라엘은 테헤란 북쪽에 위치한 샤흐란 석유 저장소를 공격하여 화재를 유발했다. 전쟁연구소 (미국)와 뉴욕 타임스는 이 석유 저장소가 "최소 11개의 저장 탱크에 테헤란의 3일치 연료를 보관하고 있다"고 보고했다. |
| 샤흐르 레이 정유 공장                     | 이스라엘은 테헤란 남쪽에 위치한 샤흐르 레이 정유 공장을 공격했는데, 이는 이란에서 가장 큰 정유공장 중 하나이다. |
| 노보니야드 광장 주거 건물                 | 테헤란 북동부 노보니야드 광장 근처의 14층 주거 건물이 이스라엘 공습으로 파괴되고 붕괴되었다. 뉴욕 타임스는 "건물의 한 부분이 두 동강이 났고, 아파트들이 찢겨 나갔다"고 보도했다. 이란 국영 텔레비전은 20명의 어린이를 포함하여 60명이 사망했다고 보도했다. |
| 파르다 모터스 보루제르드 공장             | 보루제르드 시에 있는 파르다 모터스 공장에 "광범위한 피해"가 발생했다. 6월 14일, 전쟁연구소 (미국) (ISW)는 "파르다 모터스가 이란 군사 단체와 연관이 있었는지, 혹은 이란 군사-산업 조직의 지휘 아래 운영되고 있었는지는 여전히 불분명하다"고 밝혔다. |
| 원 홀딩 타워                              | 테헤란 북부에 있는 원 홀딩 타워에 피해가 발생했다. |
| 카스르-에 시린 복지부 건물                | 카스르-에 시린에 있는 복지부 건물이 파괴되었다. |
| 시라즈 전자 산업                          | 파르스주 시라즈 시에 있는 시라즈 전자 산업 건물에 피해가 발생했다. |

### 6월 13일

#### 이른 아침

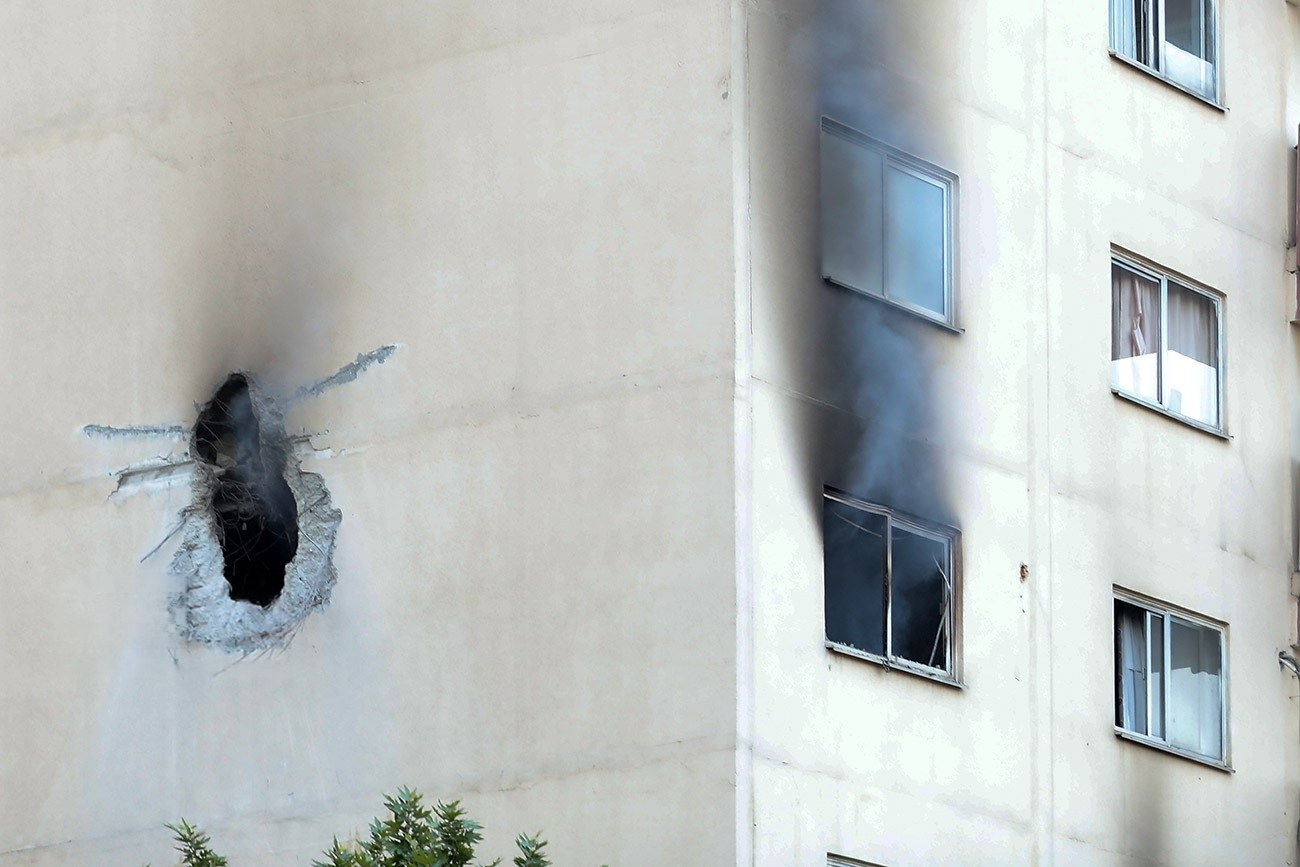
테헤란 내 건물에 대한 영향

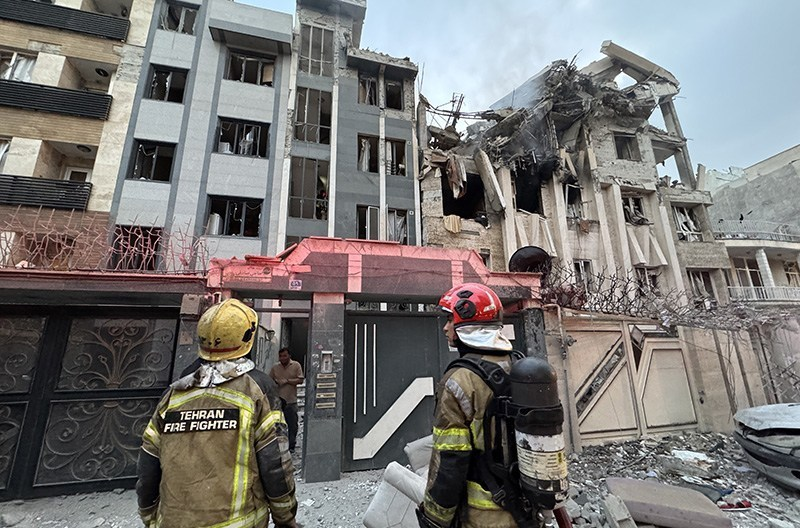
테헤란에 대한 이스라엘 공습의 여파

2025년 6월 13일 이른 시간, IDF는 이란의 핵 시설과 군사 인프라를 목표로 한 대규모 공격을 시작했다. 이스라엘 시간 오전 6시 30분 기준, 이스라엘 공군은 5차례의 공격을 수행했다. 이 작전은 이란의 핵 프로그램과 주요 군 사령관 및 기지와 관련된 수십 곳의 장소를 목표로 했다고 보고되었다. 모사드 또한 이란의 방공 시스템과 미사일 인프라를 목표로 한 일련의 비밀 사보타주 임무를 조율하여 수행했다. 이스라엘은 테헤란이 예상하지 못한 목표물을 타격했다고 밝혔다.
IDF에 따르면, 초기 공격 동안 200대 이상의 이스라엘 항공기가 약 100개의 목표물에 330개 이상의 탄약을 투하했다. 이스라엘 관리에 따르면, 모사드는 테헤란 근처에 비밀 드론 기지를 설치했으며, 이 기지는 작전의 일환으로 이스라엘을 겨냥한 미사일 발사대를 공격하는 데 사용되었다. IDF와 조율된 이 임무는 또한 이란으로 정밀 무기를 밀반입하고 모사드 특수부대를 배치하여 방공망을 무력화시켜 이스라엘 항공기의 제공권을 확보하는 것을 포함했다.
현지 시간 약 오전 3시, 이스라엘 국방부 장관 이스라엘 카츠는 전국적인 비상사태를 선포하며 임박한 미사일 및 드론 보복을 경고했다. 이란의 가능한 반격에 대비하여 이스라엘 전역에 경보 사이렌이 울렸지만, 보도 당시 이란은 탄도 미사일을 발사하지 않았다. 카츠는 이스라엘의 이란 공격을 "선제 공격"이라고 묘사했다. IDF에 따르면, 이 작전은 이란이 며칠 내에 최대 15개의 핵무기를 생산하기에 충분한 농축 우라늄을 축적했다는 정보에 의해 촉발되었다.
군사 기지 근처와 고위 사령관들이 거주하는 지역을 포함하여 테헤란 전역에서 폭발이 보고되었다. 목격자들은 거대한 화염과 반복적인 폭발을 묘사했다. 이란 이슬람 혁명 수비대와 연관된 파르스 통신은 고위 이란 군 장교와 그 가족들이 거주하는 동부 테헤란의 샤흐라크-에 마할라티 지역에서 여러 주택이 공격받았다고 보도했다. 이 공격으로 테헤란의 IRGC 본부가 불탔다고 보고되었다. 일부 주거 단지는 이스라엘 공격 중 타격을 입었고, 이란 장교와 관료들이 거주하는 곳도 포함되었다. 보도에 따르면 폭발의 강도로 인해 일부 건물이 붕괴되었다.
이스파한주 나탄즈에서 폭발이 보고되었는데, 이곳에는 이란의 가장 중요한 핵 시설 중 하나가 위치해 있다. 이란 국영 TV는 지상에 있는 대규모 지하 연료 농축 시설(FEP)과 시범 연료 농축 시설(PFEP)을 포함한 이 시설 근처에서 "큰 폭발음"이 들렸다고 확인했다. 혼다브와 호라마바드의 핵 시설도 공격 대상이 되었다.

#### 오후
이스라엘은 오후 초반 타브리즈에서 공습을 실시했으며, 타브리즈 국제공항 인근 지역을 겨냥한 것으로 알려졌다. 시라즈와 나탄즈 핵 시설도 이스라엘의 공격을 받았다. 폭발은 또한 하마단 공군기지와 파르친 군기지에서도 발생했다. 지하에 위치한 포르도 농축 시설 인근에서도 두 차례 폭발이 발생했으며, 이스라엘 드론 한 대가 이란 방공망에 의해 격추된 것으로 전해졌다. IDF는 이후 하마단과 타브리즈 공군기지를 타격했다고 공식 확인했으며, 타브리즈 기지를 "해체"했고 이란의 드론 수십 대와 지대지 미사일 발사대들을 파괴했다고 밝혔다.
18시 46분 GMT 기준, IDF는 이스파한 핵 기술 연구 센터를 타격했다고 발표하며, 해당 시설이 “농축우라늄 재처리 작업”에 관여하고 있었다고 주장했다.
이란 매체는 이스라엘 전투기 최소 2대가 자국 영공에서 격추되었으며, 여성 조종사 1명이 생포되었다고 보도했다. IDF는 이를 부인했다.

### 6월 14일
6월 14일 이른 새벽, 이란 언론은 테헤란 메흐라바드 국제공항에서 폭발이 발생했으며, 이어서 해당 시설에서 대형 화재가 발생했다고 보도했다. 파르스 통신에 따르면, 두 발의 미사일이 공항 인근 지역을 타격했다. 이스파한 상공에서도 이란 방공망이 이스라엘 미사일에 대응 사격을 가했다. 보도에 따르면, 이란군은 북서부에서 정찰 임무 중이던 이스라엘 드론 여러 대를 격추했고, 양측은 교전을 벌였다. IDF 참모총장 에얄 자미르와 공군사령관 토메르 바는 이날 오전 “테헤란으로 가는 길이 열렸다”고 선언했다. IDF는 이후 이란 서부의 지하 시설을 폭격했다고 밝혔으며, 해당 시설은 수십 기의 탄도 미사일 및 순항 미사일을 보관 중인 장소로 알려졌다.
이란은 추가로 두 명의 고위 지휘관이 사망했다고 확인했다. 군 총참모부 정보부 차장 골람레자 메흐라비 장군과 작전부 차장 메흐디 라바니 장군이다. 이날까지 이란은 이스라엘 록히드 마틴 F-35 라이트닝 II 전투기 세 대를 격추했고 조종사 두 명을 생포했다고 주장했다. 이란의 이란 석유부는 부셰르주 내 두 곳의 유전 시설, 사우스 파르스 가스전의 14단계 플랫폼과 파지르 잠 가스 정유 공장이 공격을 받았다고 발표했다. 이 공격으로 대형 화재가 발생했으며, 최소 1,200만 세제곱미터의 가스 생산이 중단되었다.
이 시점까지 적신월사에 따르면, 이스라엘의 공격은 이란의 31개 주 중 18개 주에 영향을 미쳤으며, 구호 활동에는 적신월사 인원 1,414명이 동원되었다.
현지시간 23시 11분, IDF는 테헤란의 “군사 목표물”에 대한 새로운 공습을 시작했다고 발표했다. 도시 내 석유 및 휘발유 저장소가 타격을 받아 샤흐란 지역의 전력이 차단되었다. 이후 밤늦게 타스님 통신은 테헤란 내 이스라엘의 공격이 이란 국방부 본부와 국방혁신연구소 건물을 타격했다고 보도했다.

### 6월 15일

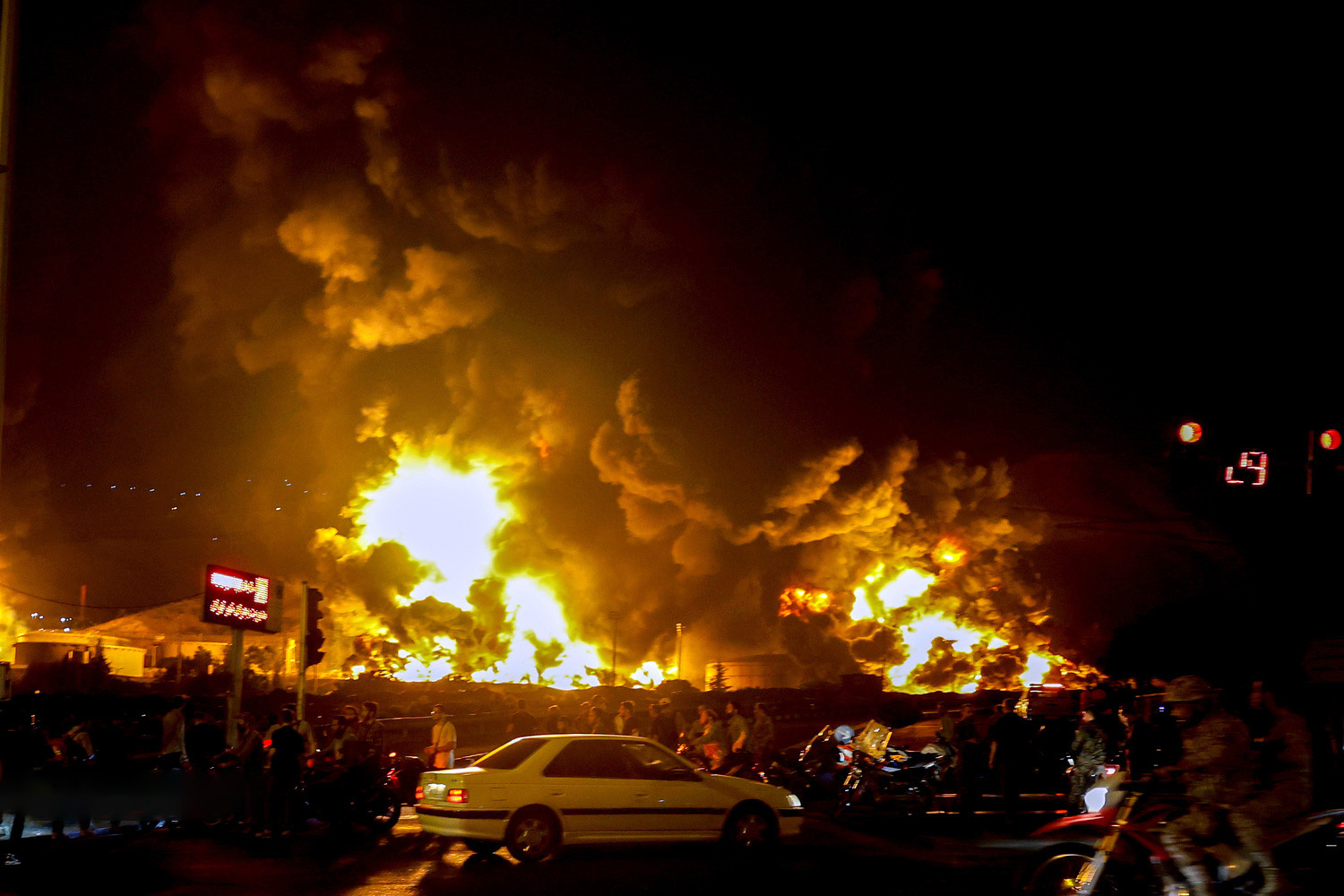
2025년 6월 15일 이스라엘 공격 이후 화재

IDF는 시라즈의 무기 공장과 군사 기지 주변 지역의 이란 민간인들에게 대피를 경고했다. 테헤란에 있는 이란 법무부 건물에도 공격이 보고되었다. IAF는 이후 마슈하드 국제공항에 있는 급유기를 폭격했다고 밝혔는데, 이는 자국 영토에서 약 2,300 킬로미터 (1,400 mi) 떨어진 곳으로, 역사상 가장 먼 작전 중 하나일 가능성이 있다.
이란은 오만과 카타르에 중재를 요청하여 미국과 협상하고 이스라엘의 공격을 중단하며 교착 상태에 빠진 핵 협상을 재개하려 했다고 보고되었다. 이란은 모사드 요원이라고 주장하는 두 명을 체포했다고 밝혔다.
이스라엘은 이란의 지대지 미사일과 군사 기지를 공격했다. 이스라엘은 또한 이란 외교부를 공격했다. 미사일 공격으로 이슬람 혁명 수비대 정보국장과 정보국 부국장이 사망했다.
이스라엘 총리 베냐민 네타냐후는 폭스 뉴스 인터뷰에서 이스라엘이 핵 홀로코스트를 막기 위해 이란을 공격할 수밖에 없었다고 설명했다. 인터뷰에서 네타냐후는 이번 공격이 "12시"에 일어났으며 이스라엘과 세계를 보호하기 위해 이루어졌다고 언급했다. 네타냐후는 이란 정부가 이란 국민을 억압하고 있으며, "봉기할지" 여부는 이란 국민의 선택이라고 말했다.

## 사상자
파르스 통신은 6월 13일 이스라엘의 공격으로 여성과 어린이를 포함해 최소 78명이 사망하고 329명이 부상당했다고 보도하였다. 이란의 유엔 대사 아미르 사에이드 이라바니는 공습 당일 밤 유엔 안전 보장 이사회 연설에서 이 수치를 인용하며, 사망자 대부분이 민간인이라고 말했다. 다른 출처에서는 최소 90명이 사망했다고 보도했다.
지역 소식통은 이번 공습으로 최소 20명의 고위 지휘관이 사망했다고 보도했다. 확인된 사망자 중에는 이란 이슬람 공화국군 참모총장 모하마드 바게리, 이슬람 혁명 수비대 사령관 호세인 살라미, IRGC 고위 사령관 골람 알리 라시드, 그리고 이슬람 혁명 수비대 항공우주군 사령관 아미르 알리 하지자데이 포함되어 있다. IDF는 지하 지휘본부에 대한 공습으로 이슬람 혁명 수비대 항공우주군의 대부분의 수뇌부가 회의 중 사망했다고 발표했으며, 여기에는 아미르 알리 하지자데 사령관뿐 아니라 IRGC 방공 및 드론 부대 지휘관들도 포함되었다. IDF는 총 6명의 고위 군 지휘관(바게리, 살라미, 알리 라시드, 하지자데, 방공부대장 다우드 샤이키안, 드론부대장 타헤르 푸르)이 사망했다고 발표했다. 뉴욕 타임스는 쿠드스군 사령관 이스마일 카아니가 사망했다고 보도했으나, 이스라엘은 그가 아직 생존해 있을 가능성이 있다고 보고 있다. 베냐민 네타냐후에 따르면, IRGC 정보국장 모하마드 카제미와 그의 부국장 하산 모하키크가 사망했다.
핵 과학자 페레이둔 압바시와 모하마드 메흐디 테흐란치도 사망했다고 이란 국영 언론은 전했다. 타스님 통신은 나중에 추가로 4명의 과학자가 사망했다고 덧붙였다. 이스라엘은 9명의 핵 과학자가 사망했다고 밝혔는데, 이 중에는 2020년 암살된 이란 핵 프로그램 책임자인 모센 파크리자데의 후계자도 포함되었다. 6월 15일, 두 지역 소식통은 차량 폭탄 테러로 사망한 일부 과학자를 포함하여 이란 핵 과학자의 사망자 수가 14명으로 늘었다고 보도했다.
지역 매체들은 여성과 어린이를 포함한 민간인 희생자들이 발생했다고 전했다. 타스님 통신은 테헤란 북부 타즈리쉬 지역에서 50명 이상이 부상당했으며, 이 중 35명이 여성과 어린이로, 참란 병원으로 이송되었다고 보도했다. 이란 북서부 동아제르바이잔주 주지사는 해당 주에서 31명이 사망했으며, 이 중 30명은 군인, 1명은 이란 적신월사 요원이라고 발표했다. 프랑스 24는 이란 내에서 희생자들을 직접 알던 시민들과 인터뷰했으며, 이들은 이스라엘의 공습으로 사망한 이들이 민간인이었다고 증언했다. 또한 프랑스 24와 인터뷰한 이란 병원 의료진은 어린이들이 이스라엘 공격으로 사망했다고 밝혔다.
이란군은 이스라엘 전투기 2대를 격추시켰으며, 조종사 한 명을 사살하고 다른 한 명은 생포했다고 주장했다. IDF는 공군 사상자나 피해에 대한 주장을 반복적으로 부인했다. 테헤란에 방공호가 없는 관계로 이란 국민들은 지하 주차장에서 대피하라는 지시를 받았다.

### 주목할 만한 사망자 목록
| 이름                         | 직책                                                                       |
| ---------------------------- | -------------------------------------------------------------------------- |
| 모하마드 바게리              | 이란 이슬람 공화국군 총참모부장                                            |
| 호세인 살라미                | 이슬람 혁명 수비대 총사령관                                                |
| 골람 알리 라시드             | 하탐알안비아 중앙 사령부 사령관                                            |
| 아미르 알리 하지자데         | 이슬람 혁명 수비대 항공우주군 총사령관                                     |
| 알리 샴카니                  | 제독, 이란 최고 지도자의 정치 고문. 그는 2025년 미국-이란 협상을 감독했다. |
| 이스마일 카아니              | 준장, IRGC 쿠드스군 사령관                                                 |
| 골람레자 메흐라비            | 군 총참모부 정보 부국장                                                    |
| 메흐디 라바니                | 군 총참모부 작전부 부국장                                                  |
| 모하마드 카제미              | 이슬람 혁명 수비대 정보국장                                                |
| 페레이둔 압바시              | 핵 과학자                                                                  |
| 아마드레자 졸파가리 다르야니 | 핵 과학자                                                                  |
| 세이예드 아미르 호세인 파기  | 핵 과학자                                                                  |
| 압둘하미드 미누체르          | 핵 과학자                                                                  |
| 악바르 모타비자데            | 핵 과학자                                                                  |
| 모하마드 메흐디 테흐란치     | 핵 과학자                                                                  |

## 여파
타스님 통신은 이란 당국이 테헤란 이맘 호메이니 국제공항의 항공편 운항을 중단시켰다고 보도했으며, 공항 자체는 공격으로 직접적인 영향을 받지 않았다. 따라서 하즈 사우디아라비아 순례자들의 귀국 항공편이 취소되었다. CNN은 6월 15일 현재 이란 국민들이 이란 주요 도시에서 피난하고 있다고 보도했다.
이스라엘 공항에서도 항공편이 중단되었으며, 이라크와 요르단 모두 영공을 폐쇄했다. 이스라엘은 특별 비상사태를 선포하고 영공을 폐쇄하며 학교를 휴교하고 대규모 사교 모임을 금지했다. 이스라엘은 또한 이란의 보복에 대비하여 수만 명의 IDF 예비역을 소집했다. IDF는 공격에 참여한 모든 조종사가 무사히 돌아왔다고 발표했습니다.
커뮤니티 서큐리티 트러스트는 영국과 프랑스의 유대인 공동체에 경고를 발령했다. 프랑스 유대인 공동체 보호 서비스는 프랑스 내 유대인들에게 “극도의 경계”를 요청했다. 예루살렘 포스트에 따르면, 미국 내 상황을 반명예훼손연맹이 주시 중이라고 보도했다. 뉴욕시 경찰(NYPD)은 뉴욕 전역의 유대인 관련 시설에 대한 경계를 강화한다고 발표했다. 캐시 호컬 뉴욕 주지사는 민감 시설과 사이버 보안 운영에 대한 감시를 강화하고 있다고 밝혔다. 에릭 애덤스 뉴욕 시장과 제시카 티시 경찰청장은 이스라엘 대사관 보호를 위해 경찰 병력을 배치했다고 밝혔으며, 티시는 “강화된 배치 조치는 오늘도 계속되며 향후 며칠간 유지될 것”이라고 말했다.
6월 15일, 이라크 주재 미국 대사관은 미국인들이 공격의 대상이 될 수 있다고 경고했다. 국무부는 이라크에 대한 4단계 여행 경고를 발령했다.

### 정치
이란의 야당 언론인 이란 국제 뉴스에 따르면, 이스라엘의 공습 이후 6월 14일, 테헤란 주민들은 옥상에서 "독재자에게 죽음을", "알리 하메네이에게 죽음을"이라고 외쳤다.

### 경제
이란에 대한 공격으로 인해 유가는 6월 13일 7% 상승했으며, 나중에 11%로 상승하여 한 달 만에 최고치를 기록했다. 미국 달러는 강세를 보였고, 비트코인은 103,000달러로 하락했으며, 금값은 1% 이상 상승했다. 글로벌 선물 주식 시장은 하락했으며, 다우 선물은 600포인트 하락했다. 다양한 국제 항공사 주가는 공격 후 크게 하락했다. 루프트한자 주가는 5% 하락했고, 에어 프랑스, KLM 및 이지젯 주가는 3~4% 하락했다. 보도에 따르면 항공사들은 이스라엘, 이란, 이라크, 요르단 영공에서의 운항을 중단했으며, 안전을 위해 항공편을 우회하거나 취소했다. 뉴욕 타임스는 이란인들이 연료를 얻기 위해 줄을 서고 있으며 기본적인 식료품을 비축하고 있다고 보도했다.
공격이 시작되었음에도 불구하고, 이스라엘 주식 시장 지수(TA35, TA90)는 분쟁 첫 거래일에 상승했다.

### 보복

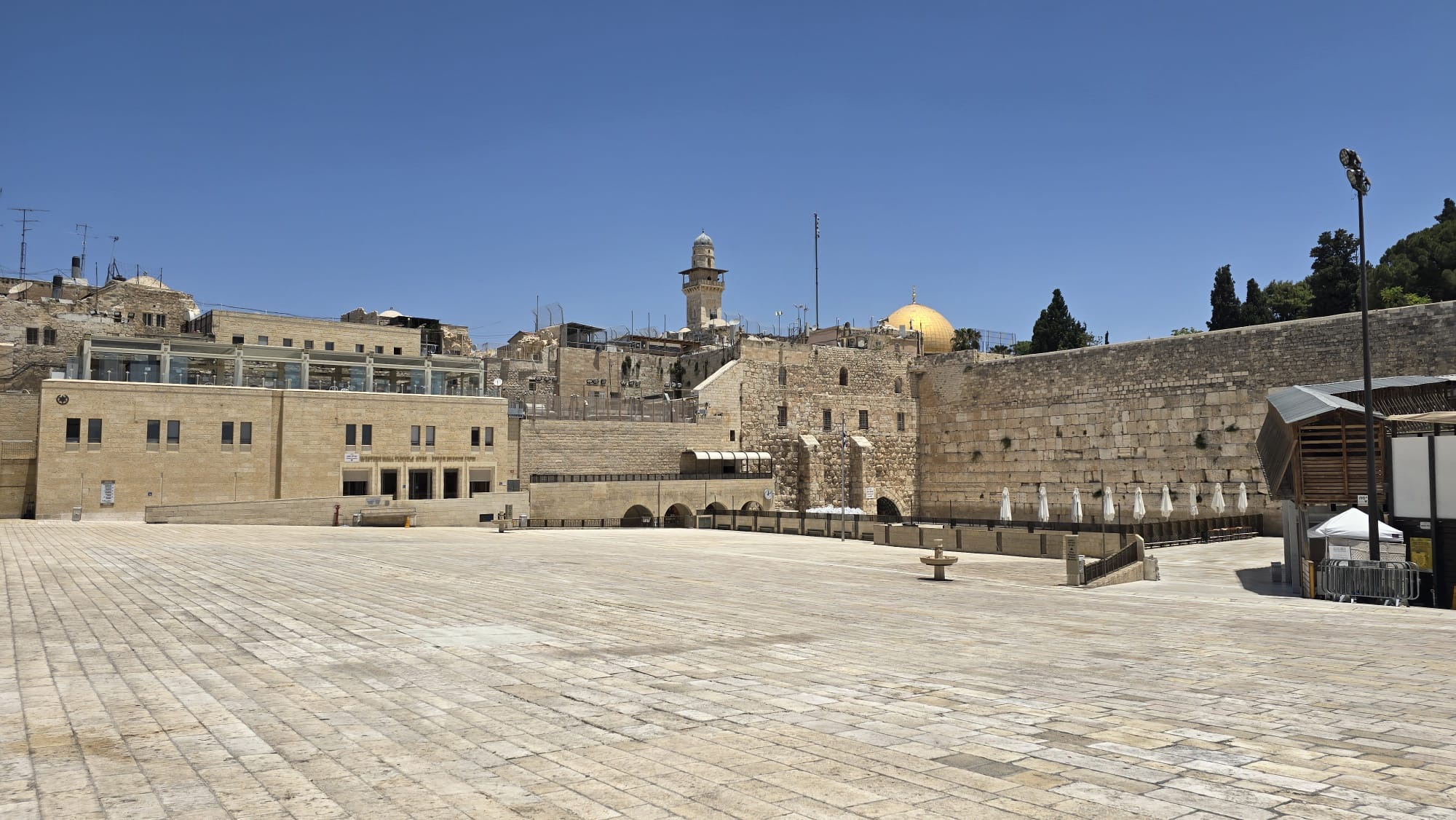
2025년 6월 13일 통곡의 벽 광장 대피 명령

공격 직후 이란은 이스라엘에 대한 “강력한 보복”을 예고하며, 중동 전역에 주둔 중인 이스라엘 및 미국 군 기지를 공격하겠다고 선언했다. 이에 따라 미국은 이라크 주둔 미군 일부를 철수시키고, 중동 전역의 미군 가족들을 대피시키는 조치를 승인했다. IDF 에피 데프린 준장에 따르면, 이란과 이라크에서 이스라엘을 향해 보복으로 약 100대 이상의 샤헤드 드론이 발사되었다. 요르단 수도 암만에서는 공습 경보가 울렸고, 일부 드론은 요르단 영공에서 요르단 공군에 의해, 다른 일부는 사우디아라비아와 시리아 상공에서 이스라엘 공군에 의해 요격되었다. 이후, 이스라엘 측 소식통은 민간인 대피 명령이 해제되었다며 대부분 혹은 모든 드론이 파괴된 것으로 보인다고 전했다. 그러나 요르단 이르비드에서는 요격된 드론이 민가에 떨어지면서 3명이 부상을 입었다.
후티도 예루살렘을 겨냥해 예멘에서 탄도 미사일을 발사했으며, 이 미사일은 서안 지구 헤브론에 떨어져 팔레스타인인 5명이 부상을 입었다. 텔아비브는 이란의 미사일 공격 대상이 되었으며, 일부는 요격되었으나 일부는 도심을 타격했다. 특히 하키리아 군사 본부가 베긴 도로 근처에서 직접 타격을 입은 것으로 알려졌다. 이란은 이번 보복 작전을 “진정한 약속 3호 작전”이라 명명했으며, 군사 시설과 공군기지 등을 포함한 수십 개의 목표물을 타격했다고 밝혔다. IDF는 두 차례에 걸쳐 약 150발의 탄도 미사일이 발사되었다고 추산했다. 마겐 다비드 아돔은 최소 63명의 이스라엘인이 부상을 입었으며, 이 중 1명은 중태, 1명은 중상, 8명은 경상, 나머지는 가벼운 부상이라고 발표했다. 중태를 입은 민간인 여성은 이후 사망했다. 그럼에도 불구하고, 이란의 보복 공습으로 인한 심각한 시설 피해는 보고되지 않았다.
도널드 트럼프 미국 대통령은 이란이 미국 인원이나 기반시설을 공격하는 것을 경고하며 “만약 어떤 식으로든 이란에 의해 공격받는다면, 미군의 완전한 힘과 위력이 전례 없는 수준으로 너희에게 쏟아질 것”이라고 말했다. 레이철 리브스 영국 재무장관은 스카이 뉴스에 영국이 이스라엘의 방어를 도울 수 있다고 말했다.

### 6월 14일
6월 14일 오전, 이란은 또 다른 미사일 공격을 감행하여 수십 발의 미사일을 발사했지만, 대부분은 요격되었다고 IDF 대변인이 밝혔다. 이 공격으로 민간인 7명이 부상을 입었다. 이스라엘이 미국의 도움을 받아 날아오는 미사일을 요격하는 가운데 이란의 5차 미사일 공격이 보고되었다. 부상당한 민간인의 수는 60명이 넘었으며, 여러 주택이 심하게 파손된 것으로 보고되었다. 직접적인 타격으로 인해 최소 2명의 민간인이 사망하고 20명 이상이 부상당했다. 보도에 따르면, 여러 이란 미사일이 이스라엘로 향하는 길에 시리아 영공을 통과했으며, 최소 두 발의 미사일이 다라주 (시리아 남부)에 떨어져 지역 불안정으로 인해 다마스쿠스가 항공편 운항을 중단했다. 보도에 따르면, 여러 아랍 국가들이 이란 드론 격추에 참여하거나, 레이더 정보를 공유하여 드론 파괴를 도왔다.

### 6월 15일
6월 15일, 테헤란 공습에 대한 보복으로 이란은 이스라엘에 두 차례 미사일 공격을 감행하여 민간인 지역을 타격했다. 첫 번째 공격은 이스라엘 북부구의 아랍인 도시인 탐라를 강타하여 여성 4명이 사망하고 20명이 부상당했다. 두 번째 공격은 바트얌, 레호보트, 텔아비브, 예루살렘 시내에 직접적인 타격을 입혔다. 바트얌에서는 60대 여성, 11세 소년, 9세 소녀를 포함하여 3명이 사망했다. 레호보트와 바트얌에서는 다양한 정도의 부상을 입은 민간인이 125명, 실종자는 35명으로 집계되었다. 이스라엘은 나중에 대부분의 미사일을 요격했으며, 나머지는 이스라엘 영토로 진입하지 못했다고 밝혔다. 바트얌에서 사망한 민간인 5명은 우크라이나 국적자였다.
바이츠만 과학 연구소, 레호보트에 위치한 박사후 연구 과학 센터가 이란의 공격을 받았다. 독일은 이란이 독일에 있는 유대인이나 이스라엘 공동체를 표적으로 삼을 수 있다고 경고했으며, 이에 따라 독일은 관련 기관 주변의 경비를 강화했다.
이란은 낮 동안 여러 발의 탄도 미사일을 발사했지만, IDF에 의해 요격되었다. 밤이 되자 이란은 탄도 미사일을 발사하여 하이파의 주거 건물을 타격했다.

### 외교
6월 13일 유엔 안전 보장 이사회 회의는 이란과 이스라엘의 각 유엔 대사의 발언으로 마무리되었다. 이란 대사 아미르 사에이드 이라바니는 이스라엘의 공격이 선전포고에 해당하며, 이스라엘이 계획적인 침략을 저지르고 유엔 헌장을 직접적으로 위반했다고 비난했다. 이스라엘 대사 대니 다논은 이번 공격이 "이스라엘 국가의 자기 보존"을 위한 행동이며, 외교 실패로 인해 촉발되었음을 주장하고, "국제 사회가 이란의 핵 프로그램을 막는 데 실패했다는 인식을" 구하러 왔다고 선언했다. 공격 이후, 핵 에너지에 대한 미국과 이란 간의 오만에서 예정되었던 외교 회담은 무기한 중단되었다.
6월 15일, 키프로스 대통령 니코스 흐리스토둘리디스는 마수드 페제시키안 이란 대통령으로부터 이스라엘 정부를 위한 메시지를 받았다고 발표했으며, 흐리스토둘리디스 대통령은 베냐민 네타냐후 이스라엘 총리와의 예정된 전화 통화에서 이 메시지를 논의할 것이다. 같은 날, 이스라엘 언론은 이란이 카타르와 오만 정부에 연락하여 미국에 이스라엘 공격 중단을 요청하려 했다고 보도했다. 트럼프 대통령은 "많은 전화와 회담"이 휴전 협상을 위해 진행 중이며, 곧 협정이 타결될 것으로 예상하며 "곧" 합의가 있을 것이라고 덧붙였다.

## 민간 기반 시설에 대한 영향

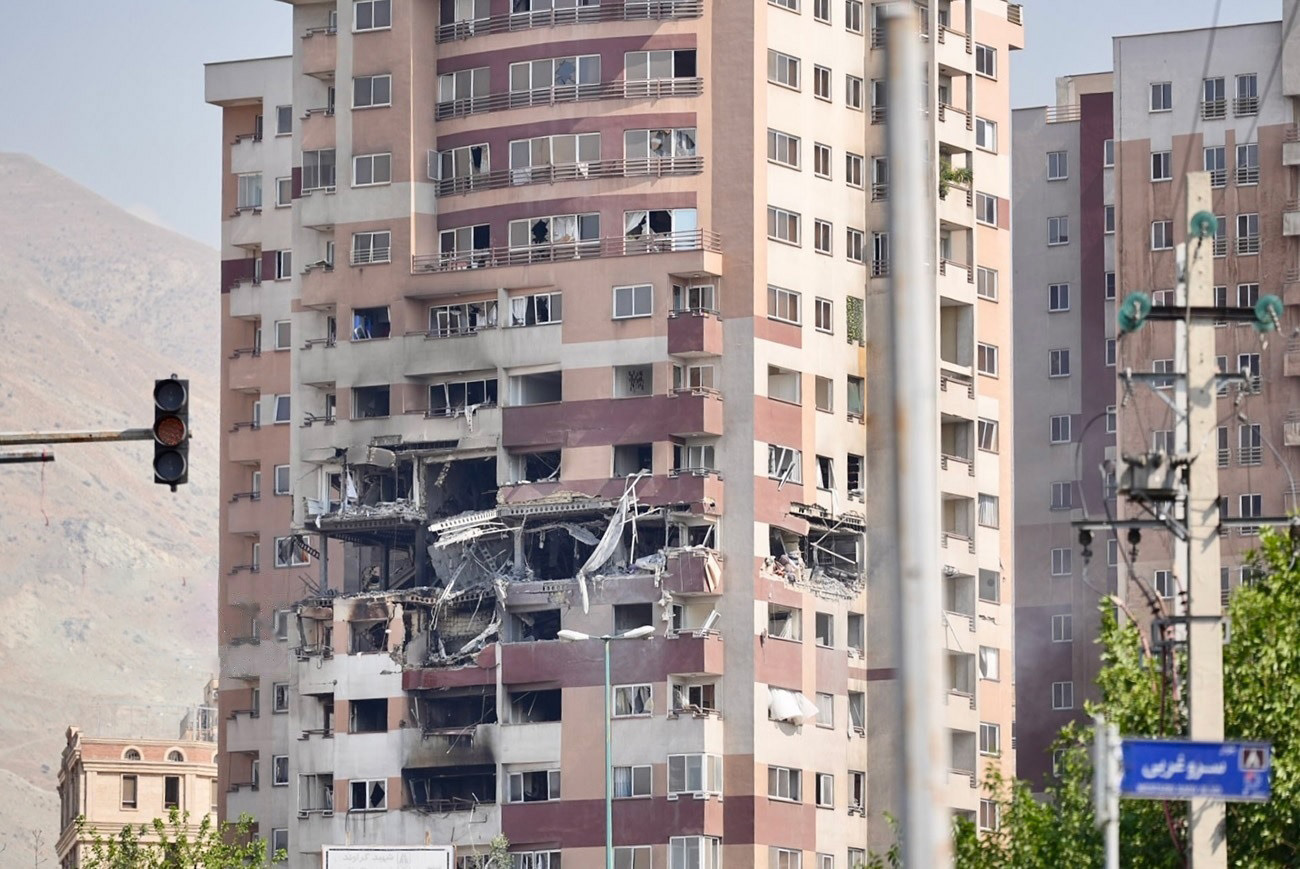
2025년 6월 13일 공격 중 파손된 테헤란 주거 건물

### 인터넷 접속 및 스타링크 활성화
2025년 6월 이스라엘의 이란 군사 및 핵 시설 공습 이후, 테헤란, 이스파한, 시라즈를 포함한 이란 주요 도시 전역에서 광범위한 인터넷 장애가 보고되었다. 이러한 정전은 기반 시설 손상과 정보 확산을 통제하기 위한 정부의 의도적인 제한 조치 모두에 기인한다.
차단에 대응하여 일론 머스크의 스페이스X는 이란에 대한 스타링크 위성 인터넷 서비스를 재활성화했다. 보도에 따르면, 이 조치는 분쟁 중 이란 민간인들에게 검열되지 않은 인터넷 접속을 제공하기 위함이었다. 2022년 말부터 비밀리에 이란으로 밀수입된 스타링크 단말기는 언론인, 활동가, 기술에 능통한 시민들이 국가 검열을 우회하는 데 사용되었다고 알려졌다. 이란 당국은 2022년 스타링크 사용을 비난하며, 이를 국가 주권과 국제 통신 규정 위반이라고 주장했다.

## 반응

### 이란
이란 이슬람 공화국군 대변인 아볼파즐 셰카르치는 이스라엘과 미국에 대한 보복을 맹세했다. 알리 하메네이 라흐바르는 공격 이후 성명을 발표하며 공격을 "범죄"라고 비난하고 "시온주의 정권이 스스로에게 쓰라리고 고통스러운 운명을 준비했다"고 경고했다. 이란 외교부는 이란이 유엔 헌장에 따라 이스라엘의 공격에 대응할 "법적이고 정당한" 권리가 있다고 밝혔으며, 미국 또한 "시온주의 정권의 모험의 위험한 영향과 결과"에 책임이 있을 것이라고 말했다. 이슬람 혁명 수비대는 사령관 호세인 살라미의 사망에도 불구하고 대응할 준비가 되어 있다고 밝혔다. 아마드 바히디는 알리 하메네이가 모하마드 파크푸르 소장을 IRGC의 새 사령관으로 임명하기 전까지 임시 IRGC 사령관으로 임명되었다 . 국회의원 알라딘 보루제르디는 "[6월 15일]부터 추후 공지가 있을 때까지 이란은 미국과의 6차 핵 회담에 참여하지 않을 것"이라고 말했다. 모하마드 하타미 전 대통령은 이 "범죄 행위"를 규탄하고 유엔이 "이스라엘을 심각하고 포괄적으로" 비난함으로써 "추가 비극을 막는 노력"의 "선봉"에 서야 한다고 촉구했다. 이란은 미국, 영국, 프랑스에 이스라엘에 대한 어떠한 지원도 이란의 지역 기지와 함선이 표적이 될 것이라고 경고했다.
곰과 테헤란 등 여러 도시에서는 보복을 요구하는 시위가 일어났다. 시위자들은 이란의 국기와 팔레스타인의 국기를 흔들고 사망한 IRGC 장군 가셈 솔레이마니의 초상화를 들고 있었다. 이란 국제 뉴스의 보도에 따르면, 일부 이란인들은 공격을 칭찬했다. 이란 국제 뉴스는 또한 구경꾼들이 "네타냐후 삼촌에게 감사한다"고 말하며 정부를 전복시키기 위한 시위를 촉구하고 이스라엘에게 공격을 계속하고 심지어 알리 하메네이까지 표적으로 삼을 것을 요청했다고 보도했다. 이란의 정보통신부는 전국적인 인터넷 제한을 발표했다.

#### 이란 디아스포라
망명한 야당 인사들인 레자 팔라비, 활동가 마시 알리네자드, 네덜란드-이란 법학자 아프신 엘리안, 네덜란드, 스웨덴, 캐나다 정치인 율리시스 엘리안, 알리레자 아콘디, 골디 가마리, 배우 나자닌 보니아디는 이스라엘과의 전투 속에서 이란 정권의 전복에 대한 지지를 표명했으며, 일부는 이스라엘의 공격을 지지하기도 했다.
미국 기반의 이란계 미국인 위원회는 이스라엘의 공격을 비난하며, "국제법상 법적 정당성이 부족하며" "많은 무고한 사람들의 생명을 불필요하게 위험에 빠뜨렸다"고 밝혔다.

### 이스라엘
베냐민 네타냐후 이스라엘 총리는 TV 인터뷰에서 "우리는 이스라엘 역사의 결정적인 순간에 있다"고 말하며 "우리는 이란이 전 세계에 퍼뜨리고 수출하는 테러와 야만으로부터 자유 세계를 방어하고 있다"고 덧붙였다. 그는 또한 이란이 이미 9개의 핵무기를 만들기에 충분한 농축 우라늄을 보유하고 있다고 주장했다. 그는 도널드 트럼프의 지원에 감사하며, 이번 공격이 우라늄 농축 위협을 되돌리기 위한 즉각적인 작전상의 필요성 때문이라고 말했다. 그는 또한 공격이 "우리에 대한 전멸 위협을 막는 임무를 완수하는 데 필요한 기간 동안" 계속될 것이라고 말했다. 공격 이후 연설에서 네타냐후는 이스라엘의 전쟁이 이란의 정부 형태에 대한 것이며 이란 국민에 대한 것이 아님을 밝혔다. 네타냐후는 상황이 전개됨에 따라 안보 내각을 소집했다.
공격 이후 연설에서 네타냐후는 이번 작전을 ‘일어서는 사자 작전’이라고 명명했다. JNS에 따르면 ‘일어서는 사자’라는 작전명은 성경 민수기 23장 24절에서 따온 것으로 “보라, 이 백성은 사자처럼 일어나고, 젊은 사자처럼 몸을 일으키리라”는 구절에서 유래했다. JNS는 이 이름이 1979년 이슬람 혁명 이전까지 이란의 국가 문장이었던 ‘사자와 태양’의 부활을 암시하는 의미도 담고 있다고 분석했다.
IDF 참모총장 에얄 자미르는 TV 연설에서 이스라엘 지상군이 "수만 명의 병력을 동원하고 모든 국경에서 준비하고 있다"고 밝히며 "우리를 도전하려 하는 자는 누구든 막대한 대가를 치르게 될 것"이고 "돌이킬 수 없는 지점에 이르렀다"고 경고했다.
야당 예시 아티드 대표 야이르 라피드는 이란에 대한 작전에 "전폭적인 지지"를 표명했다.
이스라엘 국방부 장관 이스라엘 카츠는 이란이 민간인을 표적으로 삼음으로써 레드라인을 넘었다고 말하며, 이로 인해 "매우 큰 대가"를 치를 것이라고 덧붙였다. 카츠는 이란이 이스라엘에 미사일 발사를 계속하면 "테헤란이 불탈 것"이라고 경고했다. 텔아비브 시는 매년 수만 명이 참가하는 프라이드 퍼레이드를 취소했다.

### 초국가적 기구
- 유엔 사무총장 안토니우 구테흐스는 양측에 최대한의 자제를 촉구했다.[238] 그의 대변인 파르한 하크는 "사무총장은 중동에서의 어떠한 군사적 확전도 규탄한다"고 밝혔다.[239] NATO는 이스라엘 동맹국들이 긴장 완화를 돕는 것이 중요하다고 밝혔다.[240]

### 미국
도널드 트럼프 미국 대통령은 이스라엘의 공격을 "훌륭하고" "매우 성공적"이라고 칭찬하며, 이란은 핵 프로그램에 대해 "지금 바로 협상을 해야" 하며 그렇지 않으면 "더욱 파괴적이고 치명적인 군사 행동"에 직면할 것이라고 경고했다. 그는 이미 "대규모 사망과 파괴"가 있었으며 미래의 공격은 "더욱 잔인할 것"이라고 경고했다. 트럼프는 이란이 여러 차례의 합의 기회를 거부한 것을 비판하며, 자신이 "그냥 하라"고 말했지만 "그들은 해내지 못했다"고 말했다. 그는 이스라엘에 대한 지속적인 군사 지원을 약속하며, "이스라엘은 많은 것을 가지고 있으며, 더 많은 것이 올 것이다 – 그리고 그들은 그것을 사용하는 방법을 안다"고 밝혔다. 그는 이스라엘의 공격이 자신이 진행 중인 회담과 조율되었다고 시사하며 "우리는 이란에게 합의를 할 60일을 주었는데 오늘이 61일째죠?"라고 말했다.
마코 루비오 국무장관은 이스라엘이 독립적으로 행동했으며, 미국은 개입하지 않았다고 밝혔다. 그는 이스라엘이 미국에게 이번 공격을 자기 방위 행위로 간주한다고 통보했다고 말했다. 루비오는 "이란은 미국의 이익이나 인원을 표적으로 삼아서는 안 된다"고 경고했으며, 행정부가 모든 필요한 조치를 취하고 지역 파트너들과 소통을 유지하고 있다고 말했다. 공격 이후, 미군은 중동에 더 가까이 이동했다.

### 시위
6월 14일, 여러 친팔레스타인 시위자들이 런던 거리에서 행진하고 팔러먼트 광장에 모여 팔레스타인의 국기와 이란의 국기를 흔들며 "이란 폭격을 멈춰라"라고 외쳤다. 시위자들은 이란과 가자에서의 폭격 중단을 요구하고 정부에 이스라엘에 대한 군사 지원을 중단할 것을 촉구했다.
미국 내 일부 도널드 트럼프 지지자들은 이스라엘의 이란 공격에 대한 트럼프의 지지를 비판했으며, 미국의 전쟁 개입 가능성은 마가 운동 내에서 분열을 야기했다.

## 분석
예루살렘 포스트는 이란의 가능한 보복으로 대리 공격, 탄도 미사일 및 드론, 해군 및 "비대칭" 위협, 해외 목표물 공격, 재래식 무력 또는 외교적 공격이 있을 수 있다고 제안했다.
포린 폴리시에 따르면, 대부분의 미국 동맹국들은 이란 정권이 "미국의 순진함과 신중함을 테헤란의 이익을 위해 활용하려"는 위험을 인식하지 못했다. 이스라엘은 "이스라엘인들에게 '실존적'이라고 여겨지는" 이란 위협을 해결하고 "뱀의 머리"를 공격하여 이란의 위협을 종식시키기로 결정했다고 이 신문은 보도했다.
테헤란 대학교 연구원이자 이란 원자력 기구 책임자인 모하마드 에슬라미는 보복 공격이 이란 국내 대부분의 정당으로부터 지지를 받았으며, 이는 이란-이라크 전쟁 이후 볼 수 없었던 거의 만장일치였다고 주장했다.
애틀랜틱 카운슬의 다니엘 B. 샤피로에 따르면, 이스라엘의 공격은 10월 7일 하마스 공격 이후 이란의 약점을 노출시켰으며, 이스라엘이 이란에 완전히 침투하여 국토 대부분의 목표물을 공격할 수 있는 능력을 보여주었다고 주장했다. 그는 "이란은 이보다 더 약해 보인 적이 없으며, 의미 있는 대응 능력이 시험받을 것"이라고 결론지었다.
텔레그래프의 해미시 드 브레턴-고든은 이스라엘의 공세를 "선제적이고, 정밀하며, 통합된 공격"이라고 묘사하며, 이란을 "철저히 강타"했고 핵 야망을 산산조각 낼 수 있다고 말했다. 그는 작전의 규모와 정교함을 칭찬하며 "살아있는 기억으로는 볼 수 없었던" 강도의 "고위 군사 및 정치 의사 결정자들에 대한 공격"이라고 불렀다.
군사 분석가 리처드 캠프는 이스라엘이 "공격할 수밖에 없었다"고 주장하며, 이란을 핵무기를 추구하고 전 세계 테러를 지원해 온 "절박한" 정권이라고 묘사했다. 외교적 노력이 고갈된 상황에서 캠프는 행동하지 않는다면 "무제한적인 폭력 능력을 반복적으로 입증한 정권"이 핵무기를 획득하도록 허용하는 결과를 초래할 것이라고 경고했다. 그는 이스라엘이 "일을 마무리"하도록 지속적인 지원을 촉구했으며, 어떤 새로운 협상도 실수가 될 것이라고 경고했다. 왜냐하면 이란은 어떤 협상도 "존중하지 않을 것"이기 때문이라고 말했다.
알자지라 잉글리시에 기고한 이마드 엘-아니스 중동 국제 관계 전문가는 이스라엘이 이란에 드론을 밀수입하고 이란 영공에서 작전할 수 있는 능력이 힘의 균형에 현저한 변화를 의미한다고 지적했다. 엘-아니스에 따르면, 이스라엘이 이러한 약점을 이용한 것은 양국 간 갈등 역사상 전례 없는 일이다. 알자지라의 선임 정치 분석가 마르완 비샤라는 이스라엘이 이란 외교 정책의 최근 실용적인 변화를 지워버리고 있다고 주장하며, 베냐민 네타냐후가 1990년대 초 첫 내각에서부터 이란을 이스라엘에 대한 "실존적 위협"이라는 서사를 추구해 왔다고 시사했다.
미국 외교관이자 전 미국 국무부 관료인 토마스 M. 컨트리맨은 이스라엘의 공격을 이란과의 협상 전략으로 사용하는 도널드 트럼프의 행동이 "매우 잘못된" 것이라고 비난하며, 베냐민 네타냐후가 이란이 중동의 미국 거점을 표적으로 삼아 미국을 갈등에 끌어들이기를 바랐을 것이라고 주장했다. 미국 핵 전문가 짐 월시에 따르면, 이스라엘의 공격은 이란이 핵무기를 추구하도록 강요하는 역효과를 낼 수 있다고 한다.
에칭엄의 무어 남작 찰스 무어는 그의 분석에서 이스라엘의 공격이 10월 7일 하마스 공격으로부터 얻은 뼈아픈 교훈, 즉 다시는 불시에 당하지 않겠다는 교훈을 반영한다고 주장한다. 그는 이란이 대부분의 국가가 직면하는 추상적인 위험과는 달리 이스라엘에게 "표적화되고 적극적인 실존적 위협"을 제기한다고 묘사한다. 베냐민 네타냐후의 결정을 지지하며 무어는 "이스라엘은 어떻게 대응해야 할지 잘 알고 있었다"고 쓰고, 총리가 "그들의 윈스턴 처칠"로 부상할 수도 있다고 시사한다. 국내에서는 논란의 여지가 있지만, 이란이 제기하는 위협에 대해 이스라엘 내에서는 광범위한 합의가 있으며, 무어는 서방이 이 위협을 완전히 이해하지 못한다고 말한다. 테헤란 대학교의 디플로 하우스 싱크탱크 소장 하미드 골람자데와 테헤란 전략 연구 센터 연구원 알리 악바르 다라니는 이스라엘의 이란 에너지 및 기타 시설 공격이 국내 불안과 정권 교체의 가능성을 야기하지 못하고 오히려 집권 정부에 반대하는 사람들까지 포함하여 인구를 단결시켰다고 주장했으며, 다라니는 "이런 국가적 단결은 거의 본 적이 없다"고 말했다.
국제 법학자 위원회는 "이스라엘의 이란 공격은 국제법을 위반하고 평화와 안보를 위협한다"는 성명을 발표하며 "이란과 이스라엘이 비확산 의무를 준수하고 모든 핵 시설에 IAEA의 접근을 보장할 것"을 촉구했다. 마르코 밀라노비치, 케빈 존 헬러 및 세르게이 바실리예프 등 국제법 학자들은 이러한 공격을 침략 범죄라고 묘사했다. 유럽 국제법 저널에 기고한 밀라노비치는 "결론적으로, 선제적 자기 방위의 가장 광범위한 (법적으로 타당한) 이해를 올바른 것으로 간주하더라도, 이스라엘의 이란에 대한 무력 사용은 불법적일 것이다. 이는 이란이 핵 능력을 개발한 후 핵무기로 이스라엘을 공격하겠다고 되돌릴 수 없이 약속했다는 증거가 거의 없기 때문이다"라고 밝혔다. 유엔 주재 이스라엘 대사는 "이것은 국가 보존을 위한 행동이었다. 우리는 원해서 한 것이 아니라 다른 선택의 여지가 없었기 때문에 단독으로 수행했다"고 말했다.

## 같이 보기
- 2024년 이란-이스라엘 분쟁
- 2025년 6월 이란의 대이스라엘 공습
- 베긴 독트린
- 이란 정책에서 이스라엘 파괴
- 이란 핵 프로그램의 타임라인
- 2025년 6월 이란 모사드 작전 및 미사일 공격
- 도시들의 전쟁
- 2025년 테헤란 이란인 탈출
- 이란의 IAEA 기밀 문서 공개

### 내용주
1. ↑  이번 공격은 나탄즈 핵 시설을 포함한 100개 이상의 지점을 표적으로 삼았다.[4]
2. ↑  히브리어: מבצע עם כלביא.
3. ↑  모사드는 공격이 시작되기 훨씬 전부터 이란 내 비밀 군사 기지에 드론 비축 시설을 구축했다.[7]